# Vresen og havet mellem Fyn og Langeland
Vresen og havet mellem Fyn og Langeland este o arie protejată (arie de protecție specială avifaunistică — SPA) din Danemarca întinsă pe o suprafață de 3.513 ha, integral marine.

## Localizare
Centrul sitului Vresen og havet mellem Fyn og Langeland este situat la coordonatele 0°N 0°E / 0°N 0°E.

## Înființare
Situl Vresen og havet mellem Fyn og Langeland a fost declarat arie de protecție specială avifaunistică în mai 1983 pentru a proteja 5 specii de animale.

## Biodiversitate
Situată în ecoregiunea marină baltică, aria protejată nu include niciun habitat protejat.
La baza desemnării sitului se află mai multe specii protejate de  păsări (5): Calidris maritima, rață catifelată (Melanitta fusca), rață neagră (Melanitta nigra), eider (Somateria mollissima), Sterna paradisaea.